# ウクライナ社会民主党
ウクライナよ、前へ！(ウクライナ語: Україна – Вперед!)は、ウクライナの政党。1998年にウクライナ社会民主党(ウクライナ語: Соціал-демократичної партії України)と人権党(ウクライナ語: Партії прав людини)の合併によりウクライナ社会民主党（ウクライナ語: Українська соціал-демократична партія、Ukrayins’ka Sotsial-Demokratychna Partiya）が成立し、2012年に現在の党名に変更した。初代党首はワシリー・オノペンコで、オノペンコは1999年大統領選挙に立候補し0.47パーセントを獲得するに止まった。2006年11月にエフヘン・コルニーチュクが党議長（党首）に選出される。コルニーチュクは、現在、ウクライナ政府の第一司法次官を勤めている。
2002年3月30日、2002年ウクライナ最高議会選挙において、政治ブロックユーリヤ・ティモシェンコ・ブロックに加わる。2006年3月26日、2006年ウクライナ最高議会選挙でもティモシェンコ・ブロックに加わった。2007年9月30日の2007年ウクライナ最高議会選挙でもティモシェンコ・ブロックに加わり、同ブロックは156議席を獲得した。